# Războiul Bosniac
Războiul Bosniac, cunoscut și ca Războiul din Bosnia și Herțegovina a fost un conflict armat internațional care s-a desfășurat din martie 1992 până în noiembrie 1995. În război, s-au implicat mai multe trupe. Ca urmare a unui număr de incidente violente la începutul anului 1992, războiul este în mod obișnuit privit ca început la 6 aprilie 1992. Războiul s-a încheiat la 14 decembrie 1995. Principalii beligeranți au fost forțele Republicii Bosnia și Herțegovina și cele ale auto-proclamatelor entități sârbe bosniace și croate bosniace din Bosnia și Herțegovina, Republica Srpska și Herțeg-Bosnia, care au fost conduse și furnizate de Serbia și, respectiv, de Croația.
Războiul a făcut parte din destrămarea Iugoslaviei. Ca urmare a secesiilor slovene și croate din Republica Socialistă Federativă Iugoslavia în 1991, Republica Socialistă Bosnia și Herțegovina multietnică - locuită în special de bosniaci musulmani (44%), precum și de sârbi ortodocși (32,5%) și catolici croați (17%) - au adoptat un referendum pentru independență la 29 februarie 1992. 
Acest lucru a fost respins de reprezentanții politici ai sârbilor bosniaci, care au boicotat referendumul. În urma declarației de independență a Bosniei și Herțegovinei (care a obținut recunoașterea internațională), sârbii bosniaci, conduși de Radovan Karadžić și susținuți de guvernul sârb a lui Slobodan Milošević și Armata Populară Iugoslavă (JNA), și-au mobilizat forțele în interiorul Bosniei și Herțegovinei pentru asigurarea unui teritoriu etnic sârb securizat, apoi războiul curând s-a răspândit în întreaga țară, însoțit de Purificare etnică.